# Ghara (anatomia)

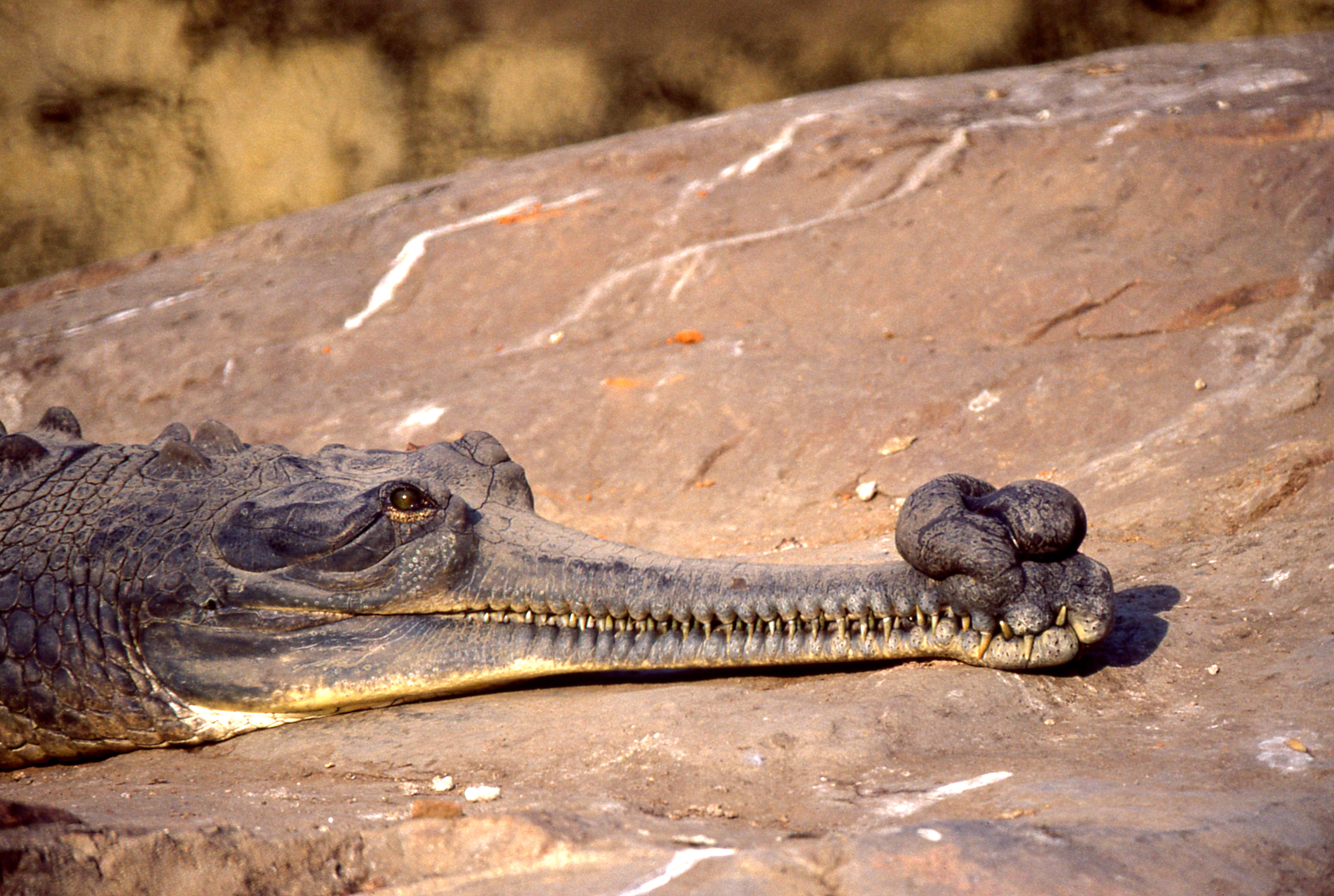
Ghara u samca gawiala gangesowego

Ghara (hind. ghari) – lokalna nazwa na wypukłość na nozdrzach u samców gawiala gangesowego (Gavialis gangeticus), przypominający kształtem rytualny, hinduski garnek. 
Funkcja narządu nie jest pewna, najprawdopodobniej spełnia on rolę rezonatora, wydawania buczących odgłosów godowych, wizualnego wskaźnika płci lub do wytwarzania pęcherzyków powietrza. Jest on pusty w środku, przyłączony do naturalnej nosowej depresji. Ghara ma rozmiar odpowiadający pozycji danego samca w hierarchii – u samców alfa narząd ten jest bardzo duży i masywny. Pojawia się, gdy gad osiągnie dojrzałość płciową. U samic gawiali ghara nie występuje.